# Andrzej Wojtyna
Andrzej Wojtyna (ur. 1 listopada 1951 w Krakowie) – polski ekonomista, profesor nauk ekonomicznych, były członek Rady Polityki Pieniężnej.

## Życiorys
Ukończył w 1973 studia w Wyższej Szkole Ekonomicznej w Krakowie, po których podjął pracę na tej uczelni, poczynając od asystenta stażysty do profesora. Obronił doktorat (1982) i habilitację (1990). W 2001 otrzymał tytuł profesora nauk ekonomicznych. Od 1992 kieruje Katedrą Makroekonomii Uniwersytetu Ekonomicznego w Krakowie.
Przebywał na stypendiach zagranicznych na Uniwersytecie w Amsterdamie, Uniwersytecie Stanforda i Uniwersytecie Cambridge.
W 1994 wszedł w skład Rady Strategii Społeczno-Gospodarczej przy Radzie Ministrów, w 2003 został członkiem Centralnej Komisji do Spraw Stopni i Tytułów. Był członkiem prezydium Komitetu Nauk Ekonomicznych PAN oraz członkiem Collegium Invisibile. Działa w Polskim Towarzystwie Ekonomicznym.
W 2004–2010 zasiadał w składzie Rady Polityki Pieniężnej II kadencji.

## Odznaczenia i wyróżnienia
Odznaczony Złotym Krzyżem Zasługi (1998) oraz Krzyżem Kawalerskim Orderu Odrodzenia Polski (2001). W 2005 wyróżniony Nagrodą Naukową im. Mikołaja Kopernika. W 2010 otrzymał odznakę honorową „Za zasługi dla bankowości Rzeczypospolitej Polskiej”.

## Wybrane publikacje
- Nowoczesne państwo kapitalistyczne a gospodarka. Teoria i praktyka, Warszawa 1990, ISBN 978-83-02-09924-3.
- Szkice o niezależności banku centralnego, Warszawa-Kraków 1998, ISBN 978-83-01-12755-8.
- Ewolucja keynesizmu a główny nurt ekonomii, Warszawa 2000, ISBN 978-83-01-13211-8.
- Kryzys finansowy i jego skutki dla krajów na średnim poziomie rozwoju (red. nauk.), Warszawa 2011, ISBN 978-83-208-1936-6.